# Rhynchosia dekindtii
Rhynchosia dekindtii är en ärtväxtart som beskrevs av Hermann August Theodor Harms. Rhynchosia dekindtii ingår i släktet Rhynchosia och familjen ärtväxter. Inga underarter finns listade i Catalogue of Life.